# Майдан (фільм, 2014)
«Майда́н» (нід. Maidan) — копродукційний українсько-нідерландський документальний фільм режисера Сергія Лозниці, який розповідає про події Євромайдану (Революції гідності).
Світова прем'єра стрічки відбулася 21 травня 2014 року в рамках спеціального показу офіційної програми 67-ого Каннського кінофестивалю. У французький прокат фільм вийшов 23 травня 2014 року. Українська прем'єра відбулася 18 липня 2014 року в рамках офіційної програми 5-ого Одеського міжнародного кінофестивалю. В український прокат фільм вийшов 24 липня 2014 року.
Стрічка завоювала головну нагороду 9-го Міжнародного фестивалю фільмів про права людини в Нюрнберзі 6 жовтня 2015 року.
Займає 35-у позицію у списку 100 найкращих фільмів в історії українського кіно.

## Синопсис
Майдан — це хроніка подій повстання громадянського суспільства проти режиму Януковича, яке відбулося взимку 2013/14. У фільмі розповідається про хід революції: від мирних мітингів на Майдані Незалежності до кривавих вуличних боїв між протестувальниками і міліцією.

## Виробництво
Для зйомок стрічки про Майдан Лозниці довелось призупинити роботу над проектом, присвяченому трагедії Бабиного Яру. Сергій Лозниця почав знімати фільм 15 грудня 2013 року. Січневі протистояння йому допомагав фільмувати оператор Сергій Стеценко. Зйомки тривали до 5 березня 2014 року. Кошторис фільму склав 95 тисяч євро.
Фільм містить також кадри, зняті журналістами української служби «Радіо Свобода» на вулиці Інститутській та з готелю «Україна». Цю стрічку Сергій Лозниця розділив на чотири частини: «Пролог», «Торжество», «Бойові дії» та «Посткриптум».

## Сприйняття
Фільм отримав позитивні відгуки від світових критиків. На сайті Rotten Tomatoes має позитивний рейтинг 100 % на основі 22 рецензій, фільму зарахований «стиглий помідор» від критиків. Згідно агрегатору Metacritic, документальна стрічка отримала позитивну оцінку 86 балів зі 100 на основі 9 рецензій.

## Визнання
| Нагороди та номінації фільму «Майдан» | Нагороди та номінації фільму «Майдан»               | Нагороди та номінації фільму «Майдан» | Нагороди та номінації фільму «Майдан» | Нагороди та номінації фільму «Майдан» | Нагороди та номінації фільму «Майдан» |
| Рік                                   | Нагорода                                            | Категорія                             | Номінант                              | Результат                             |                                       |
| ------------------------------------- | --------------------------------------------------- | ------------------------------------- | ------------------------------------- | ------------------------------------- | ------------------------------------- |
| 2014                                  | Кінофестиваль «Астра» в Сібіу                       | Ґран-прі                              | «Майдан»                              | Перемога                              |                                       |
| 2014                                  | Єрусалимський міжнародний кінофестиваль             | Найкращий документальний фільм        | «Майдан»                              | Номінація                             |                                       |
| 2014                                  | Лондонський кінофестиваль                           | Найкращий документальний фільм        | «Майдан»                              | Номінація                             |                                       |
| 2015                                  | Міжнародна спілка сінефілів                         | Найкращий документальний фільм        | «Майдан»                              | Номінація                             |                                       |
| 2015                                  | Міжнародний кінофестиваль з прав людини у Нюрнберзі | Найкращий фільм                       | «Майдан»                              | Перемога                              |                                       |